# Gobernación de Raymah
La gobernación de Raymah (en árabe: ريمه) es una de las gobernaciones de Yemen.
Fue creada como una nueva gobernación en enero de 2004, separándose de la gobernación de Saná.
- Datos: Q475033
- Multimedia: Raymah Governorate / Q475033